# Лядовські шари
Ля́довські шари́ — геологічна пам'ятка природи місцевого значення.
Розташована на околиці с. Нижчий Ольчедаїв Могилів-Подільського району Вінницької області (кар'єр на правому березі р. Лядова).
Оголошено відповідно до Рішення Вінницького облвиконкому від 17.11.1981 р. № 599 та від 29.08.1984 р. № 371. Площа - 0,5 га. Перебуває у віданні Кукувської сільської ради (з 2020 р. - Вендичанська громада).
Охороняється стратотипічний розріз відшарувань аргілітів слюдистих алевритистих під назвою «Сланці лядовські». 